# Myotis ruber
Myotis ruber är en fladdermusart som först beskrevs av E. Geoffroy 1806.  Myotis ruber ingår i släktet Myotis och familjen läderlappar. IUCN kategoriserar arten globalt som nära hotad. Inga underarter finns listade i Catalogue of Life.
Denna fladdermus förekommer i sydöstra Brasilien, östra Paraguay, antagligen Uruguay (saknar bekräftelse) och nordöstra Argentina. Arten har troligen samma levnadssätt som nära besläktade fladdermöss.